# Fannia hirtifemur
Fannia hirtifemur är en tvåvingeart som beskrevs av Stein 1904. Fannia hirtifemur ingår i släktet Fannia och familjen takdansflugor. Inga underarter finns listade i Catalogue of Life.